# Excoecaria dallachyana
Excoecaria dallachyana är en törelväxtart som först beskrevs av Henri Ernest Baillon, och fick sitt nu gällande namn av George Bentham. Excoecaria dallachyana ingår i släktet Excoecaria och familjen törelväxter. Inga underarter finns listade i Catalogue of Life.